# Melampophylax cantalicus
Melampophylax cantalicus là một loài Trichoptera trong họ Limnephilidae. Chúng phân bố ở miền Cổ bắc.